# 聖文森特和格林納丁斯國家足球隊
聖文森特和格林納丁斯國家足球代表隊是聖文森特和格林納丁斯的國家足球代表隊，由聖文森特和格林納丁斯足球協會管理，現時屬於國際足協及中北美洲及加勒比海足球協會成員國之一。聖文森特和格林納丁斯只是曾經參加過1次美洲金盃，不過至今仍未晉身過世界盃決賽週。

## 世界盃成績
| 年份   | 成績       | 外圍賽紀錄 | 外圍賽紀錄 | 外圍賽紀錄 | 外圍賽紀錄 | 外圍賽紀錄 | 外圍賽紀錄 |
| 年份   | 成績       | 賽         | 勝         | 和         | 負         | 入球       | 失球       |
| ------ | ---------- | ---------- | ---------- | ---------- | ---------- | ---------- | ---------- |
| 1930年 | 沒有參與   | 沒有參與   | 沒有參與   | 沒有參與   | 沒有參與   | 沒有參與   | 沒有參與   |
| 1934年 | 沒有參與   | 沒有參與   | 沒有參與   | 沒有參與   | 沒有參與   | 沒有參與   | 沒有參與   |
| 1938年 | 沒有參與   | 沒有參與   | 沒有參與   | 沒有參與   | 沒有參與   | 沒有參與   | 沒有參與   |
| 1950年 | 沒有參與   | 沒有參與   | 沒有參與   | 沒有參與   | 沒有參與   | 沒有參與   | 沒有參與   |
| 1954年 | 沒有參與   | 沒有參與   | 沒有參與   | 沒有參與   | 沒有參與   | 沒有參與   | 沒有參與   |
| 1958年 | 沒有參與   | 沒有參與   | 沒有參與   | 沒有參與   | 沒有參與   | 沒有參與   | 沒有參與   |
| 1962年 | 沒有參與   | 沒有參與   | 沒有參與   | 沒有參與   | 沒有參與   | 沒有參與   | 沒有參與   |
| 1966年 | 沒有參與   | 沒有參與   | 沒有參與   | 沒有參與   | 沒有參與   | 沒有參與   | 沒有參與   |
| 1970年 | 沒有參與   | 沒有參與   | 沒有參與   | 沒有參與   | 沒有參與   | 沒有參與   | 沒有參與   |
| 1974年 | 沒有參與   | 沒有參與   | 沒有參與   | 沒有參與   | 沒有參與   | 沒有參與   | 沒有參與   |
| 1978年 | 沒有參與   | 沒有參與   | 沒有參與   | 沒有參與   | 沒有參與   | 沒有參與   | 沒有參與   |
| 1982年 | 沒有參與   | 沒有參與   | 沒有參與   | 沒有參與   | 沒有參與   | 沒有參與   | 沒有參與   |
| 1986年 | 沒有參與   | 沒有參與   | 沒有參與   | 沒有參與   | 沒有參與   | 沒有參與   | 沒有參與   |
| 1990年 | 沒有參與   | 沒有參與   | 沒有參與   | 沒有參與   | 沒有參與   | 沒有參與   | 沒有參與   |
| 1994年 | 外圍賽出局 | 外圍賽出局 | 外圍賽出局 | 外圍賽出局 | 外圍賽出局 | 外圍賽出局 | 外圍賽出局 |
| 1998年 | 外圍賽出局 | 外圍賽出局 | 外圍賽出局 | 外圍賽出局 | 外圍賽出局 | 外圍賽出局 | 外圍賽出局 |
| 2002年 | 外圍賽出局 | 外圍賽出局 | 外圍賽出局 | 外圍賽出局 | 外圍賽出局 | 外圍賽出局 | 外圍賽出局 |
| 2006年 | 外圍賽出局 | 外圍賽出局 | 外圍賽出局 | 外圍賽出局 | 外圍賽出局 | 外圍賽出局 | 外圍賽出局 |
| 2010年 | 外圍賽出局 | 外圍賽出局 | 外圍賽出局 | 外圍賽出局 | 外圍賽出局 | 外圍賽出局 | 外圍賽出局 |
| 2014年 | 外圍賽出局 | 外圍賽出局 | 外圍賽出局 | 外圍賽出局 | 外圍賽出局 | 外圍賽出局 | 外圍賽出局 |
| 2018年 | 外圍賽出局 | 外圍賽出局 | 外圍賽出局 | 外圍賽出局 | 外圍賽出局 | 外圍賽出局 | 外圍賽出局 |
| 2022年 |            |            |            |            |            |            |            |
| 2026年 |            |            |            |            |            |            |            |

## 美洲金盃成績
- 1991年 - 沒有參賽
- 1993年 - 未能晉級
- 1996年 - 小組賽
- 1998年 至 2002年 - 未能晉級
- 2003年 - 沒有參賽
- 2005年 至 2019年- 未能晉級